# Santa Maria de Cabra del Camp
Santa Maria de Cabra del Camp és una església del municipi de Cabra del Camp (Alt Camp) protegida com a Bé Cultural d'Interès Local.

## Descripció
Edifici de planta de creu llatina d'una sola nau de tres trams i absis semicircular. Els suports són pilars i pilastres superposades, amb capitells corintis, i els arcs són de mig punt. Les cobertes són: canó amb llunetes a la nau central i als braços del creuer, que té en el centre cúpula sobre petxines. Darrere de l'absis hi ha un cambril dedicat a la Crucifixió, i el cor s'aixeca als peus. Una cornisa decorativa recorre tot el perímetre de l'església. Hi ha sis petites obertures als laterals i una petita a la façana, totes elles circulars. En la façana és remarcable la portada amb elements barrocs i el frontó d'inspiració clàssica que la corona. Als peus de l'església, a la banda de l'epístola, s'eleva la torre de planta quadrada i dos cossos vuitavats. L'obra és de pedra i mamposteria arrebossada i pintada.

## Història
La parròquia de Santa Maria fou construïda el Segle XVIII damunt de l'anterior església, que probablement era romànica. En l'interior, la porta d'accés a la torre té a la llinda la inscripció de 1786. En la guerra civil de 1936-1939, l'església fou incendiada i el seu interior quedà molt malmès. A conseqüència d'aquest incendi es cremà el Sant Crist. Posteriorment l'església fou restaurada.